# Юрґен фон Бекерат
Юрґен фон Бекерат(нім. Jürgen von Beckerath, 19 лютого 1920 — 26 червня 2016) — німецький єгиптолог, письменник, почесний професор Вестфальського університету ім. Вільгельма, викладач, доктор наук часів другої світової війни. Він був плідним письменником, який опублікував незліченну кількість статей у таких журналах, як Orientalia, Göttinger Miszellen (GM), Journal of the American Research Center in Egypt (JARCE) (укр. Журнал Американського дослідницького центру в Єгипті) Archiv für Orientforschung (AfO) (укр. Архів сходознавства) та Studien zur Altägyptischen Kultur (SAK) (укр. Дослідження давньоєгипетської культури) серед інших. . Разом із Кеннетом Кітченом він вважається одним із провідних дослідників Нового царства та третього проміжного періоду Єгипту.
Серед його численних популярних німецькомовних публікацій Довідник єгипетських королівських імен, 2-е видання (Майнц, 1999) та Chronologie des Pharaonischen Ägypten або «Хронологія єгипетських фараонів», яка вважається вченними як одна з найкращих і найповніших книг про хронологію Стародавнього Єгипту та його різних фараонів. У 1953 році він особисто оглянув і записав тексти Нільської набережної в Карнаку, перш ніж вони були остаточно втрачені або пошкоджені через ерозію.

## Біографія
Син хіміка. 1939 року закінчив школу. Під час Другої світової війни служив солдатом, після поранення був звільнений з військової служби. Після війни вивчав єгиптологію в університеті Мюнхена. У 1950 році отримав докторський ступінь. 1957 року став викладати в тому ж університеті, 1963 року — професор у Мюнхенському університеті. У 1966-1967 роках був запрошеним професором Колумбійського університету в Нью-Йорку. В 1970 став професором (ordinarius) і директором інституту Вестфальського університету ім. Вільгельма (Wilhelms-Universität) у Мюнстері, вийшов на пенсію у 1985 році.Член Німецького археологічного інституту. Автор низки наукових праць з історії Стародавнього Єгипту. Численні публікації підкреслюють його високу компетентність у сфері єгиптології. До них відносяться його найважливіші наукові роботи: «Довідник імен єгипетських царів» та «Хронологія фараонів Єгипту». Вони стали стандартними роботами з єгиптології.

## Академічні внески
Протягом усієї своєї академічної кар'єри Бекерат підтримував високий науковий рівень у своїх публікаціях і статтях і розвіяв багато попередніх припущень або вірувань шляхом ретельного аналізу оригінальних доказів. Наприклад, у статті GM 154 (1996) він дослідив і опублікував приватну та маловідому стелу, яка датується 22 роком правління Осоркона II і яку академіки часто називали Ювілейною стелою (GM 154, стор. 19). Проте Беккерат виявив, що в цьому документі не згадується жоден фестиваль Сед або святкування Ювілею Осоркона II цього року, як можна було б очікувати, якби він справді відсвяткував своє масштабне ювілейне свято в цей час. Натомість Беккерат продемонстрував, що текст стели просто звучав так: «22 рік правління за величності короля Верхнього та Нижнього Єгипту, Усермаатре Сетепенамуна (тобто Осоркона II), сина Ре, поява улюбленого Осоркона Мерьямуна» в присутність божеств Осіріса, Гора та Ісіди. (GM 154, стор. 20). На стелі зображено Осоркона II, якого благословляють ці боги. Іншими словами, документ був просто абсолютно звичайною стелою, яка зображувала царя перед цією трійцею богів. Бекерат влучно зазначає, що ці нові докази ставлять під серйозні сумніви ідею про те, що пошкоджену дату ювілею Сед у Фестивальному залі Бубастіс Осоркона II слід читати як 22 рік, а не 30 рік правління цього фараона (останнє читання можливе з деяким відновленням пошкоджене число), як зазначив Едвард Венте у своїй рецензії JNES 1976 року на книгу Kitchen TIPE. Аналіз Бекерата таким чином підриває загальноприйняте уявлення про те, що цей король святкував свій ювілей Сед у свій 22-й рік, і припускає, що Осоркон II, швидше за все, святкував своє перше ювілейне свято у свій 30-й рік. Традиційно в Єгипті ювілейні свята Сед проводилися на 30-й рік правління короля, про що свідчать практики інших царів 22-ї династії, таких як Осоркон I, Шошенк III і Шошенк V. В іншій статті під назвою «Про датування Бруклінського папірусу 16.205» у GM 140 (1994), стор. 15–17, професор Бекерат стверджував, що «49-й рік правління короля, згаданий у Pap. Brooklyn 16.205, який зазвичай приписується до Шошенка III 22-ї династії» і походить із пов'язки мумії з Дейр-ель-Бахарі, натомість слід датувати 49 роком правління короля 21-ї династії Псусенна I, оскільки «навряд чи приватні особи з Верхнього Єгипту будуть посилатися на це кінець року Шошенка III.» Відомо, що Шошенк III втратив ефективний контроль над Верхнім Єгиптом після свого 8-го року, коли Педубаст I проголосив себе тут королем. Усі згадки про Шошенка III після його 8-го року перебування у Верхньому Єгипті пов'язані з діючим верховним жерцем Амона Осорконом . Після відкриття в 1993 році нового танітського короля на ім'я Шошенк IV, який правив Єгиптом щонайменше 10 років у 13-му інтервал між роками від 39 року Шошенка III до 1 року Памі, Кеннет Кітчен прийняв пропозицію фон Беккерата у вступі до останнього (1996) видання його книги «Третій проміжний період Єгипту» (бл. 1100—650 до н. е.). Кітчен пише, що ця нова королівська домовленість означає, що «Папірус Брукліну 16.205 року 49, за яким слідує рік 4, тепер має бути віднесено до часу Псусенна I та Аменемопа, а не до Шошенк III і Пімай [тобто Памі]».Бекерат також відстоював точку зору, що Шошенк II мав незалежне правління в Танісі у своїй книзі Хронологія фараонів Єгипту. Цю думку підтримує Норберт Дауценберг серед інших вчених. Юрген фон Бекерат помер у червні 2016 року у віці 96 років.